# Gülfem Hatun
Gülfem Hatun (oszmán török átírással:خاتون کلفام) magyarul Gülfem asszony (1492–1561) II. Bajazid szultán (uralkodott 1481-1512) idejében került az Oszmán Birodalomba, majd később I. Szulejmán (uralkodott 1520 – 1566) ágyasa és háremhölgye lett. Családi neve nem ismert, feltehetőleg 1492-ben született albán földön.

## Élete
Albániában született 1492-ben, a Kastrioták leszármazottjaként. II. Bajazid szultán uralkodása alatt került a Topkapı palota háremébe, egyes források szerint az uralkodó 1507-ben hitveséül is vette, majd 1512, annak halála után is a palotában maradt. A háremben kivételezett státuszt élvezett, majd Yılmaz Öztuna történész szerint 1511-ben lett I. Szulejmán ágyasa és asszonya.
1521-ben gyermeknek adott életet, azonban Murád herceg az év október 12-én himlőben meghalt. Ezt követően is az uralkodó család mellett maradt, a hárem egyik vezetője lett és 150 aszper fizetséget kapott egy nap.
1522-ben szökőkutat építtetett Yenişehirben, 1524-ben pedig Manisában. 1542 szeptemberében megbízásából konyhát nyitottak az éhezők számára Üsküdarban. Egy évvel később alapította meg a ma a nevét viselő mecsetet. Sírja is itt található mellette pedig egy iskola, egy kert, a szökőkút, valamint házak és üzletek . 1850-ben tűzvész ütött ki a közelben melynek során nem csak az iskola, hanem sírja is megrongálódott. 1930-ban restaurálták. Valószínűleg 1561 végén vagy 1562 elején halt meg, halálának pontos oka sem ismert, egyes feltételezések szerint Szulejmán végeztette ki, egyes feltételezések szerint pedig öngyilkos lett, mártírhalált halva.

## A popkultúrában
A 2011-ben indult Szulejmán (eredeti nevén Muhteşem Yüzyıl) című történelmi szappanoperában Selen Öztürk alakította. A Törökországban 2003-ban vetített Hürrem televíziós sorozatban is feltűnik az alakja, itt Yasemin Kozanoğlu játszotta. 